# Kalnîșivka, Tîvriv
Kalnîșivka (în ucraineană Кальнишівка) este un sat în comuna Markivka din raionul Tîvriv, regiunea Vinnița, Ucraina.

## Demografie
Componența lingvistică a localității Kalnîșivka
     Ucraineană (98,47%)
     Rusă (1,53%)
Conform recensământului din 2001, majoritatea populației localității Kalnîșivka era vorbitoare de ucraineană (98,47%), existând în minoritate și vorbitori de rusă (1,53%).